# Władysław II Dan
Władysław II Dan (rum. Vladislav al II-lea) – hospodar wołoski w latach 1447–1448 i 1448–1456 z dynastii Basarabów.
Był synem (lub ewentualnie wnukiem) hospodara Dana II. Zdobył tron w 1447 dzięki poparciu potężnego wojewody siedmiogrodzkiego Jana Hunyadego, po zamordowaniu przez bojarów wołoskich Włada Diabła i jego syna Mirczy. Już rok później został wyparty z Wołoszczyzny przez Turków, którzy osadzili na tronie wołoskim Włada Palownika. Zdołał powrócić na tron hospodarski w 1449 dzięki ponownej interwencji węgierskiej. Mimo iż zawdzięczał tron Węgrom, nie udzielił im wyraźnego poparcia i starał się lawirować między Hunyadym a Turkami. Wskutek tego utracił na rzecz Węgier Fogarasz, a Turkom musiał płacić haracz. Został pokonany przez Włada Palownika pod Tirgsorem i obalony w 1456, tuż po śmierci Hunyadego.

## Literatura
- J. Demel: Historia Rumunii. Wrocław – Warszawa – Kraków: Zakład Narodowy im. Ossolińskich – Wydawnictwo, 1970, s. 123, 126, 130.
- J. Rajman: Encyklopedia średniowiecza. Kraków: Wydawnictwo Zielona Sowa, 2006, s. 1072. ISBN 83-7435-263-9.